# One City Center (Saint-Louis)
Le One City Center (ou 600 Washington) est un gratte-ciel de bureaux de 114 mètres de hauteur construit à Saint-Louis en 1986.
L'immeuble fait partie d'un centre commercial qui comprend 120 commerces et 20 restaurants et qui à son ouverture en 1985 était le plus important centre commercial urbain des États-Unis.
En 2024 l'immeuble faisait partie des 10 plus hauts immeubles de l'agglomération de Saint Louis .
L'immeuble a été conçu par le cabinet d'architecte Hellmuth, Obata & Kassabaum (HOK) et par l'agence RTKL.
Le bâtiment a été rénové en 2007.